# Кагера
Каге́ра (англ. Kagera) — река в Восточной Африке. Протекает по территории Руанды, Танзании и Уганды, а также частично по границам между ними.
Образуется при слиянии рек Ньяваронго и Рувуву недалеко от озера Рверу, откуда её длина до устья составляет 420 км. Если же считать от истока реки Рукарары, который находится в Бурунди недалеко от северного края озера Танганьика и является наиболее удалённой от устья точкой речной системы Кагеры, то её длина составляет около 800 км. Начало реки Лувиронзы, верхнего притока Кагеры, находящееся на горе Кикизи на территории Бурунди, представляет собой наиболее отдалённый от устья исток Нила: хотя формально Нил начинается от озера Виктория, впадающая в это озеро Кагера относится к бассейну Нила.
Кагера течёт на север по широкой заболоченной долине, принимая воды многочисленных небольших озёр. Рядом с населённым пунктом Кагитумба Кагера поворачивает на восток и впадает в озеро Виктория в 40 км к северу от Букобы, являясь крупнейшей из впадающих в это озеро рек. Средний годовой расход воды 1500 м³/с. Самым длинным притоком Кагеры является Рукарара, самым южным — Лувиронза.
В верхнем течении реки находится водопад Русумо. На заболоченных низинах среднего течения организован национальный парк Акагера. Судоходство по большей части реки невозможно, единственный порт Куака (Танзания) в нижнем течении обслуживает суда небольшой осадки.

## Исторические сведения
Кагера была открыта в 1862 году экспедицией Джона Спика. По данным БСЭ — Генри Стэнли в 1876 году. Позже река была исследована австрийцем Оскаром Бауманом (1892—1893) и немецким врачом Рихардом Кандтом (1898).